# ابرغان
ابرغان یکی از روستاهای استان آذربایجان شرقی است که در دهستان ابرغان بخش مرکزی شهرستان سرآب واقع شده‌است. طبق سرشماری سال ۱۳۸۵، جمعیت آن ۱۳۰۱ نفر، در ۳۱۵ خانوار بوده‌است.
ابرغان به آذری Әbәrğan یکی از روستاهای استان آذربایجان شرقی است که در دهستان ابرغان بخش مرکزی شهرستان سرآب واقع شده‌است. ابرغان واقع در استان آذربایجان شرقی در۲۲کیلومتری شهرستان سرآب و ۸ کیلومتری کوه بزقوش قرار دارد. ابرغان مرکز دهستان ابرغان می‌باشد. دهستان ابرغان یکی از دهستان‌های شهرستان سرآب در استان آذربایجان شرقی ایران است. بر اساس سرشماری سال ۱۳۸۵، جمعیت این دهستان ۱۳٬۵۲۹ نفر (۲٬۹۱۰ خانوار) بوده است. دهستان ابرغان در بخش مرکزی شهرستان سرآب جای دارد. مرکز این دهستان، روستای ابرغان است و دیگر روستاهای مسکونی آن از این قرارند: دامنجان داراب دامباران بهرمان بافتان قزل‌گچی اناقیز جهیزدان قوشچی محسن‌آباد قارقا چیچکلو احمدآباد سفلی احمدآباد علیا دولت‌آباد قوشه‌گنبد قارخون چرلو خاتون‌آباد گل‌آباد (منکرآباد) بالستان مردآباد (قریق) قزلجه اکراد آغچه‌کند ابرغان دارای یک تبه باستانی می‌باشد که ساخت قلعه {به زبان محلی قالا می‌گویند}به زمان حکومت گورکانیان یعی قرن هشتم هجری می‌رسد تبه به ارتفاع متر باثبت تاریخی ?? می‌باشد در قلعه وسایل لوله کشی ساختمان نیز دیده شده‌است قلعه دارای غارهای دراز بوده معروف به {ابرغار} {شاید اسم ابرغان هم از همین ابرغارگرفته شده است}که محل نگه داری اذوقه لشکر وسباهیان بوده که در ورودی ان در داخل روستا بوده وهم اکنون نیز در داخل روستا چهار راهی موسوم به{قالاقابسی} یعنی درب قلعه وجود دارد. نام ابرغان در کتاب‌های معروفی همچون لغت‌نامه دهخدا، دائرةالمعارف مصاحب و دائرةالمعارف تشیع ذکر گردیده‌است این قلعه درشمال غربی روستا مشرف بر روستا ست وبعضی از اهالی روستا براین نظر است که در جای فعلی روستای امروزی قبلاً شهری بنام{اورگان}بوده که بر اثر حوادث روزگار تبدیل به تبه گر دیده‌است روستای ابرغان درزمان حکومت دیلمیان محل اقامت رجال دولتی وافسران بوده‌است. ابرغان معرب {ابرگان} که به معنی محل بزرگان است 